# オカ川 (シベリア)
オカ川（オカかわ、ロシア語: Ока́、ブリヤート語：Аха́）は、ロシアのシベリアを流れる川で、アンガラ川の支流である。

## 流路
ブリヤート共和国の西にあるサヤン山脈に源を発し北に流れ、イルクーツク州のブラーツクにあるブラーツク湖へ注ぐ。